# Associazione Sportiva Forlì 1940-1941
Questa voce raccoglie le informazioni riguardanti l'Associazione Sportiva Forlì nelle competizioni ufficiali della stagione 1940-1941.

## Rosa
| N. |                   | Ruolo | Calciatore           |
| -- | ----------------- | ----- | -------------------- |
|    | Italia (bandiera) | A     | Sante Artelli        |
|    | Italia (bandiera) | C     | Gastone Artusi       |
|    | Italia (bandiera) | P     | A. Baldiserri        |
|    | Italia (bandiera) | A     | Eustergio Ballardini |
|    | Italia (bandiera) | A     | Ettore Bertoni       |
|    | Italia (bandiera) | D     | Mario Conte          |
|    | Italia (bandiera) | C     | Enzo Cornazzani      |
|    | Italia (bandiera) | A     | M. Costa             |
|    | Italia (bandiera) | C     | Alcide Dalla Fina    |
|    | Italia (bandiera) | C     | Luciano Fabbri       |
|    | Italia (bandiera) | A     | L. Ferrarini         |
|    | Italia (bandiera) | C     | Ellero Ghetti        |
|    | Italia (bandiera) | A     | B. Gavelli           |
|    | Italia (bandiera) | A     | Arnaldo Gondoni      |

| N. |                   | Ruolo | Calciatore          |
| -- | ----------------- | ----- | ------------------- |
|    | Italia (bandiera) | C     | Bruno Gramellini    |
|    | Italia (bandiera) | D     | Azelio Landi        |
|    | Italia (bandiera) | A     | Gilberto Lombardi   |
|    | Italia (bandiera) | D     | Renato Lucchi       |
|    | Italia (bandiera) | A     | Mario Mongiorni     |
|    | Italia (bandiera) | C     | Guido Monti         |
|    | Italia (bandiera) | A     | Elvezio Ortali      |
|    | Italia (bandiera) | A     | G. Papi             |
|    | Italia (bandiera) | C     | Giovanni Poggiolini |
|    | Italia (bandiera) | P     | Carlo Rognoni       |
|    | Italia (bandiera) | D     | Ebro Silimbani      |
|    | Italia (bandiera) | C     | Leo Zavatti         |